# Transport w Indiach

Sieć kolejowa w Indiach

Sieć Indian National Highway

Transport w Indiach – system transportu działający na terenie Indii.

## Transport kolejowy
Transport kolejowy odgrywa główną rolę w przewozach towarowych i osobowych w Indiach.
Łączna długość linii kolejowych w Indiach wynosi ponad 123 tys. km, z czego ponad 34 tys. jest zelektryfikowanych.
Indian Railways użytkuje ok. 67,4 tys. km tras kolejowych w 3 rodzajach rozstawów: brytyjski rozstaw kolonialny (1676 mm) – 62,8 tys. km, rozstaw metrowy (1000 mm) – 2,83 tys. km oraz dwa rodzaje rozstawów wąskotorowych (762 mm – linia wąskotorowa Kalka – Shimla, 610 mm – linia Darjeeling Himalayan) 1,68 tys. km.
Według danych Ministerstwa Kolejnictwa w roku podatkowym 2018-2019 do przewozów kolejowych w Indiach wykorzystywanych było 12 147 lokomotyw, w tym ok. 6 tys. spalinowych, 6 tys. elektrycznych, oraz 39 parowych. Łączna liczba wagonów to 289 185.
Indie posiadają obecnie 7321 stacji kolejowych.
W skali roku indyjskie koleje przewożą 8,44 mld pasażerów (ok. 23,12 mln dziennie) i zatrudniają 1,3 miliona pracowników.

## Transport drogowy
W związku z faktem, iż najpopularniejszym środkiem transportu w Indiach, jakim jest kolej, nie można jednak wszędzie dojechać, transport drogowy jest drugim najczęściej wykorzystywanym w kraju do przewozu pasażerów, towarów.
Łączna długość dróg w Indiach wynosi 5,8 mln km, w czym ok. 114 tys. km stanowią autostrady i ekspresowe drogi krajowe (National Highways), 175 tys. km – drogi stanowe (State Highways), 586 tys. km – główne drogi regionalne (District Roads), drogi gminne (utwardzone i nieutwardzone) – 4,17 mln km oraz drogi w miastach – 526 tys. km.
Choć liczba dróg o coraz lepszym standardzie z roku na rok rośnie, to wciąż jednak dominują te o bardzo słabej jakości.
Drogi w Indiach, nie tylko w miastach, pozostają zatłoczone i odnotowuje się na nich wiele wypadków.
Wypadków rocznie jest ok. 500 tys., a ich głównym powodem jest przeładowanie samochodów ciężarowych. Rocznie na drogach w Indiach ginie ponad 146 tys. osób.

## Transport lotniczy

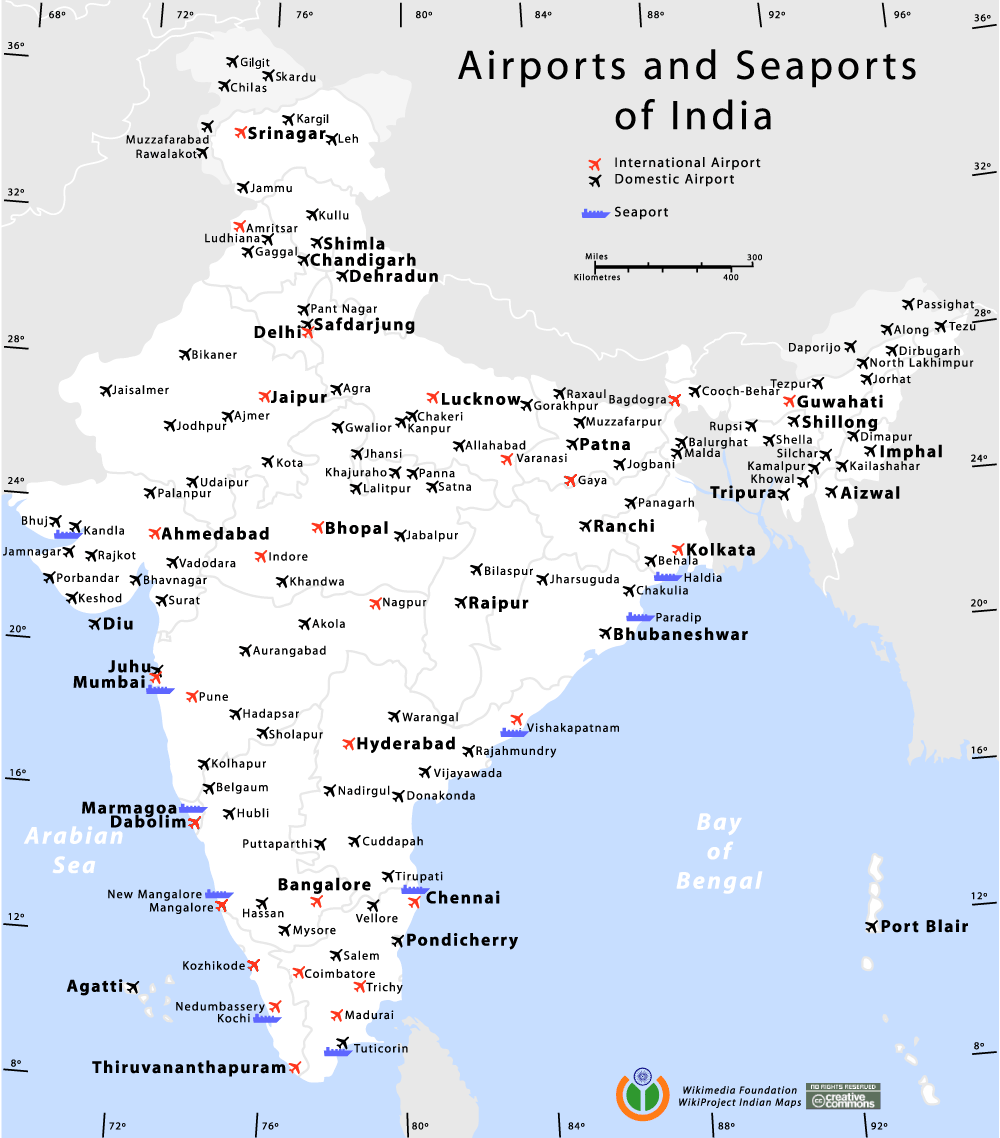
Porty lotnicze i morskie w Indiach

Indie posiadają dobrze rozwiniętą sieć połączeń lotniczych nie tylko z poszczególnymi regionami kraju, ale również z innymi państwami.
Według danych Airport Authority of India (AAI) z 2016 r. ogólna liczba lotnisk (w tym szkół latania, baz wojskowych) to 486, portów lotniczych obsługujących komercyjne połączenia lotnicze wynosiła 123, oraz 34 porty międzynarodowe.
Połączenia krajowe obsługuje 17 krajowych linii lotniczych (w tym 3 państwowe), oferujących ponad 649 par (lotnisko-lotnisko) połączeń w ruchu lokalnym.
Na terenie Indii działa 86 linii lotniczych zagranicznych, oraz 6 indyjskich, obsługujących łącznie 363 par połączeń w ruchu międzynarodowym.
Choć podróż samolotem nie należy do najtańszych, ale w związku z faktem, że pozostaje najszybszym środkiem przemieszczania po subkontynencie, znajduje swoich licznych zwolenników w gronie turystów i biznesmenów.

## Transport wodny
Drogi wodne: 14 tys. km, w czym 5,2 tys. km zajmują główne rzeki i 485 km kanały przystosowane do żeglugi.
W Indiach funkcjonuje ponad 130 portów morskich, główne z nich to Bombaj, Madras, Kalkuta; inne większe porty to Kandla, Marmagao, Mangalur, Koczin, Tutikorim, Wiśakhapatnam i Paradwip.